# IC 4213
IC 4213 ist eine Spiralgalaxie mit ausgedehnten Sternentstehungsgebieten vom Hubble-Typ Sc im Sternbild Jagdhunde am Nordsternhimmel. Sie ist schätzungsweise 38 Millionen Lichtjahre von der Milchstraße entfernt und hat einen Durchmesser von etwa 25.000 Lj.

Im selben Himmelsareal befinden sich u. a. die Galaxien NGC 5014 und NGC 5033.
Das Objekt wurde am 15. Juni 1903 vom französischen Astronomen Stéphane Javelle entdeckt.